# Associazione Sportiva Arona 1979-1980
Questa voce raccoglie le informazioni riguardanti l'Associazione Sportiva Arona nelle competizioni ufficiali della stagione 1979-1980.

## Rosa
| N. |                   | Ruolo | Calciatore             |
| -- | ----------------- | ----- | ---------------------- |
|    | Italia (bandiera) | C     | Maurizio Ballio        |
|    | Italia (bandiera) | C     | Ugo Beltrami           |
|    | Italia (bandiera) | C     | Maurizio Brusorio      |
|    | Italia (bandiera) | A     | Renato Calati          |
|    | Italia (bandiera) | P     | Sergio Cassani         |
|    | Italia (bandiera) | C     | Pier Ambrogio Cattaneo |
|    | Italia (bandiera) | C     | Rosilio Dedè           |
|    | Italia (bandiera) | D     | Giovanni Di Domenico   |
|    | Italia (bandiera) | C     | Massimo Lombardo       |
|    | Italia (bandiera) | D     | Giuseppe Malengo       |
|    | Italia (bandiera) | D     | Giovanni Mauri         |

| N. |                   | Ruolo | Calciatore          |
| -- | ----------------- | ----- | ------------------- |
|    | Italia (bandiera) | A     | Giancarlo Montesano |
|    | Italia (bandiera) | C     | Daniele Nelva       |
|    | Italia (bandiera) | A     | Mauro Pescarolo     |
|    | Italia (bandiera) | P     | Giorgio Ravizza     |
|    | Italia (bandiera) | A     | Bruno Rossi         |
|    | Italia (bandiera) | P     | Daniele Sacchi      |
|    | Italia (bandiera) | D     | Alberto Tosi        |
|    | Italia (bandiera) | A     | Claudio Zinesi      |
|    | Italia (bandiera) |       | F. Zinesi           |
|    | Italia (bandiera) | A     | Mirco Zonca         |